# Polypodium chnoophorum
Polypodium chnoophorum là một loài dương xỉ trong họ Polypodiaceae. Loài này được Kunze mô tả khoa học đầu tiên năm 1839.